# Eritrichium medicarpum
Eritrichium medicarpum är en strävbladig växtart som beskrevs av Yong Yung Shan Lian och J. Q. Wang. Eritrichium medicarpum ingår i släktet Eritrichium och familjen strävbladiga växter. Inga underarter finns listade i Catalogue of Life.